# 明德李皇后 (宋朝)
明德皇后（960年—1004年），野史称其名为李苏卿，宋太宗趙光義的第三任妻子，潞州上党县（今山西省長治縣）人，宋朝開國元勛李處耘的庶女。嫡母吴氏，生母陈氏，兄為將軍李繼隆，尚有繼和與繼恂二弟。

## 生平
开宝中，宋太祖为弟弟赵光义选聘李氏为王妃。纳币时（当在976年），宋太祖逝世。宋太宗继位，直到太平兴国三年（978年），李氏才入宫。雍熙元年（984年）十二月，立李氏為皇后。李皇后端莊知禮，仁慈寬厚，曾生過一個兒子赵元亿，但不久夭折。至道二年（996年），嫡母吴氏受封为卫国太夫人，后改封楚国，生母陈氏受封为韩国太夫人。
宋真宗即位後，尊李皇后為皇太后，居於西宮嘉慶殿。真宗對李太后十分孝敬，特意為她建了一座萬安宮。李太后生病時真宗又親手調劑藥餌，李太后病重，真宗連說話也帶哭腔，又屢次下詔懸賞民間名醫。景德元年（1004年）三月十五日李太后崩於萬安宮，年四十五歲，諡號明德，葬永熙陵。

## 延伸阅读
[在维基数据编辑]
 《宋史·卷242》，出自脱脱《宋史》